# コリン・ニューマン
コリン・ニューマン（Colin Newman, 1954年9月16日 - ）はイギリスのミュージシャン、レコードレーベルオーナー。ポストパンクバンド・ワイヤーのフロントマンとして知られる。

## 来歴
1954年、ソールズベリーのユダヤ系イギリス人の家系に生まれる。バンド結成以前から'60年代のポップやモータウン、ガレージロックなど様々な音楽を好んだ。高校卒業後はワトフォード芸術大学に進学、画家であるピーター・シュミットの下で学んだ。卒業後の21歳でロンドンに引っ越し、1976年にブルース・ギルバートと共にワイヤーを結成。バンドは当初パンク・ロックシーンの一派と見なされていたが、作品を重ねるごとに独創的なポストパンクバンドとして高く評価されるようになる。
バンドは1980年に一時的に解散、ニューマンはソロアーティストのキャリアも開拓する。同年にベガーズ・バンケットからソロデビューアルバム『A-Z』をリリース。翌1981年に全編インストゥルメンタルで構成された2ndアルバム『Provisionally Entitled the Singing Fish』を、翌1982年にワイヤーのために書き溜められた楽曲を再構築した3rdアルバム『Not To』をそれぞれ4ADからリリース。
1984年にワイヤーは活動再開するが、1986年に4枚目のアルバム『Commercial Suicide』を、1988年には5枚目のアルバム『It Seems』をリリースするなど、ワイヤーとソロ活動を並行させていく。1992年にワイヤーは2度目の解散をする。1997年に6枚目のソロアルバム『Bastard』を自身が設立したレーベル「swim~」からリリース。このようにワイヤーのメンバーやソロアーティストとして活動しながら、音楽プロデューサー、アレンジャー、ミキシングエンジニアとして他のアーティストとのコラボレーション活動も行っている。

## 作品

### ソロアルバム
- A-Z / ベガーズ・バンケット （1980年）
- Provisionally Entitled the Singing Fish / 4AD （1981年）
- Not To / 4AD （1982年）
- Commercial Suicide / Crammed （1986年）
- It Seems / Crammed （1988年）
- Bastard / Swim ~ （1997年）

### ソロシングル、EP
- "B" / ベガーズ・バンケット （1980年）
- "Inventory" / ベガーズ・バンケット （1981年）
- "We Means We Starts" / 4AD （1982年）
- CN1 EP / 4AD （1982年）
- "Feigned Hearing" / Crammed （1986年）
- "Interview" / Crammed （1987年）
- "Better Later Than Never" / Crammed （1988年）
- Voice EP / Swim ~ （1994年）